# Галантний дурень
«Галантний дурень» (англ. The Gallant Fool) — вестерн 1933 року режисера Роберта Н. Бредбері з Бобом Стілом, Арлеттою Дункан та Джорджем «Габбі» Гейесом у головних ролях. 

## У ролях
- Боб Стіл — Кіт Дентон
- Арлетта Дункан — Алесія Руссо
- Джордж «Геббі» Гейес — тато Дентон
- Теодор Лорх — Рейні
- Джон Елліот — Кріс Макдональд
- Перрі Мердок — Коннорс
- Паскаль Перрі — Джима Лейтон
- Джордж Неш — кишеньковий злодій

## Зовнішні посилання
- Галантний дурень на сайті IMDb (англ.)